# Mamoncillo
O mamoncillo (também pitomba-das-guianas, genip, guinep, genipe, ginepa, quenepa, chenet, canepa, mamon, limoncillo ou lima-espanhola) é o fruto de uma árvore da espécie Melicoccus bijugatus. 
O mamoncillo é indígena de uma vasta área das Américas, que inclui a América Central, a Colômbia e as Caraíbas. A árvore pode crescer até uma altura de 30 metros.